# 러시아 제102 군사기지

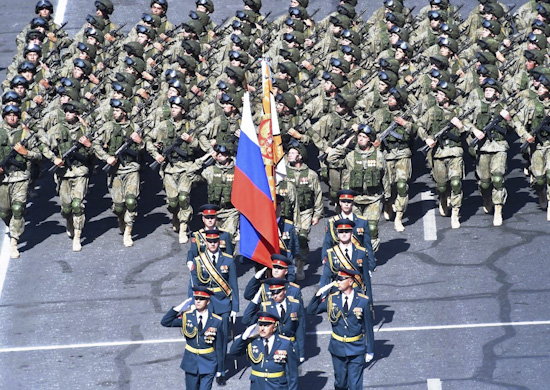
2016년 아르메니아 수도 예레반에서 열병식을 하는 러시아군

러시아 제102 군사기지(Russian 102nd Military Base)는 아르메니아 제2의 대도시 귬리 시내에 위치한 러시아군 기지이다. 대령이 사령관이며, 3천명이 주둔해 있다.

## 역사
1995년에 건설했다. S-300, 미그-29와 함께 5000여 명의 러시아군 병력이 주둔해오고 있다. 원래 25년 기한이었지만, 2010년 메드베데프의 방문 때 49년(만료기간 2044년)으로 연장했다. 2020년 기준으로는 3천명이 주둔 중이다. 반면에, 아제르바이잔 가발라 지역의 러시아군 미사일 조기 경보 레이더 기지(en:Gabala Radar Station)는 주둔 기한 연장을 거부당하고 2012년 12월 9일 운용을 정지했다.
2013년 12월 1일, 블라디미르 푸틴 러시아 대통령이 아르메니아 규므리에 위치한 러시아 군사기지를 방문했다.
1992년에 창설된 아르메니아 공군은 수호이-30 다목적 전투기 4대 뿐인 매우 소규모 군대다. 지상을 공격하는 수호이-25 공격기는 13대가 있다. 그렇게 전투기는 17대 뿐이다.

## 예레반 기지
러시아는 아르메니아 수도 예레반의 에레부니 공항을 러시아 제3624 공군기지로 사용중이며, 제2의 대도시 규므리 시내에 제102 군사기지가 설치되어 있다.
아르메니아 예레반 러시아 제3624 공군기지는 1998년부터 미그-29 전투기 등을 출격시키는 러시아의 중요 기지로 활용됐다.
2003년 11월 12일, 아르메니아 수도 예레반 북쪽 170km 즈레부니 공군기지에서 이륙한 러시아 공군의 미그-29 전투기가 현지 시간 오후 1시쯤 예레반 북서부 140km 아르피 호수 근처에 추락했다.
2014년 11월, 러시아와 아르메니아가 합동 공군 시스템을 갖추기로 합의했다.
2015년 12월 8일, 아르메니아 수도 예레반 기지에 MI-24, Mi-8 등 7대의 공격용 및 다목적 헬기를 배치했으며 올해 안으로 전투기 투입이 추가로 진행된다고 러시아 외무부가 밝혔다.
2017년 3월, 러시아 공군은 에레부니 공군기지의 미그-29를 미그-35로 교체한다고 밝혔다.

## 같이 보기
- 2015년 귬리 학살
- 2020년 나고르노카라바흐 분쟁
- 주한 미군(USFK)
- 주일 미군(USFJ)